# Kaposvár
Kaposvár (tiếng Hungary phát âm: [kɒpoʃva ː r]; tiếng Croatia: Kapošvar, Kapuš (ar), Kapušvar, tiếng Đức: Kopisch, Ruppertsberg, Ruppertsburg, tiếng Thổ Nhĩ Kỳ: Kapoşvar, tiếng Serbia: Капошвар, Kapošvar) là thủ phủ của hạt Somogy Hungary. Thành phố có cự ly 186 km (116 dặm) về phía tây nam của Budapest, trên cả hai bờ của sông Kapos.
Theo truyền thuyết, thành phố được thành lập trên bảy ngọn đồi (như Roma). Khu vực này đã có người sinh sống của 5000 trước Công nguyên. Từ khoảng năm 400 trước Công nguyên, bộ lạc Celt bộ lạc sinh sống khu vực.
Thành phố này được xác định với tên là "Kapos" trong tài liệu sáng lập của các giám mục của Pécs trong 1009. Các lâu đài Motte hình chữ nhật được xây dựng lại như một lâu đài bằng đá vào thế kỷ 15. Lâu đài đã bị phá hủy năm 1702 theo lệnh của Leopold I, Hoàng đế La Mã Thần thánh.
Ottoman chiếm đóng thành phố sau khi một cuộc bao vây kéo dài năm ngày vào năm 1555, và ở lại 131 năm. Các thành phố và khu vực đã được giải thoát khỏi Ottoman cai trị năm 1686.
Năm 1749, Kaposvár được chỉ định là thủ phủ hạt. Trong những năm 1800, thành phố phát triển đáng kể, do tầm quan trọng của tuyến đường sắt giữa Budapest và Zagreb. Kaposvár đã trở thành một thành phố công nghiệp quan trọng.